# زلفیه خان‌بابایوا
زلفیه خان‌بابایوا (ترکی آذربایجانی: Zülfiyyə Xanbabayeva؛ زادهٔ ۱۶ اکتبر ۱۹۶۷) خواننده اهل آذربایجان است. وی از سال ۱۹۸۸ میلادی تاکنون مشغول فعالیت بوده‌است. وی همچنین برندهٔ جوایزی همچون هنرمند خلق آذربایجان شده‌است.

### دوران کودکی
زلفیه خانبابایوا در ۱۶ اکتبر ۱۹۶۷ در شهر باکو به دنیا آمد. او عضوی از سه فرزند خانواده بود: دو دختر، یک پسر. از کودکی به موسیقی علاقه داشت و دوست داشت برای پدربزرگ و مادربزرگش بخواند، کنسرت‌های کوچکی داشت.
ذولفیه در مدرسه ۱۶۱ درس خواند. در دوران مدرسه در گروه کر افسر جوانشیروف آواز می‌خواند. اولین بار که روزنامه‌ها دربارهٔ او نوشتند، او تنها ۱۲ سال داشت، آن هم برای شعر "شب هجران" (Şəbi-Hicran) از بزرگ‌ترین شاعر آذری فضولی که در خانه-موزه اوزیر حاجی بی اف اجرا کرد. زلفیه موسیقی محلی آذری را از مادرش آموخت. و تصمیم گرفت خواننده یا بازیگر شود، اگرچه پدرش آرزو داشت او را به عنوان دانشجوی مؤسسه زبان‌های خارجی ببیند. بعد از مدرسه وارد دانشکده کارگردانی تئاتر شد. در دوران دانشجویی نمایشنامه‌هایی را کارگردانی کرد و نقش‌های کوچکی را ایفا کرد. در همان سال‌ها با نگار دوست شد و امروز تهیه‌کننده زلفیه نگار حاجی زاده است. در سال ۱۹۸۷ نگار او را با برلیانت داداشوا آشنا کرد. و برلیانت به موسیقی او گوش داد و از آواز خواندن او خوشش آمد. او به جوانشیر آهنگساز بزرگ آذری گفت که به زلفیه گوش دهد. جوانشیر گولی‌اف استعداد او را دید و به همین دلیل با زلفیه شروع به کار کرد. زلفیه در سال ۱۹۸۹ در مسابقه آهنگ باکی پاییزی ۸۸ با ترانه Səni Xatırlayarkən (به یاد تو) واقف گرای‌زاده شرکت کرد و به فینال راه یافت.

## حرفه موسیقی

### آلبوم‌های استودیویی
2000 - “Gecə” (شب)

2002 - “Sən Gedən Gündən” (از وقتی تو رفتی)

2003 - “Qəlbinə Yol” (راهی به قلب تو)

2004 - “Sənsiz” (بدون تو)

2009 - “Dəniz” (دریا)